# Hafif Metro Istanbul

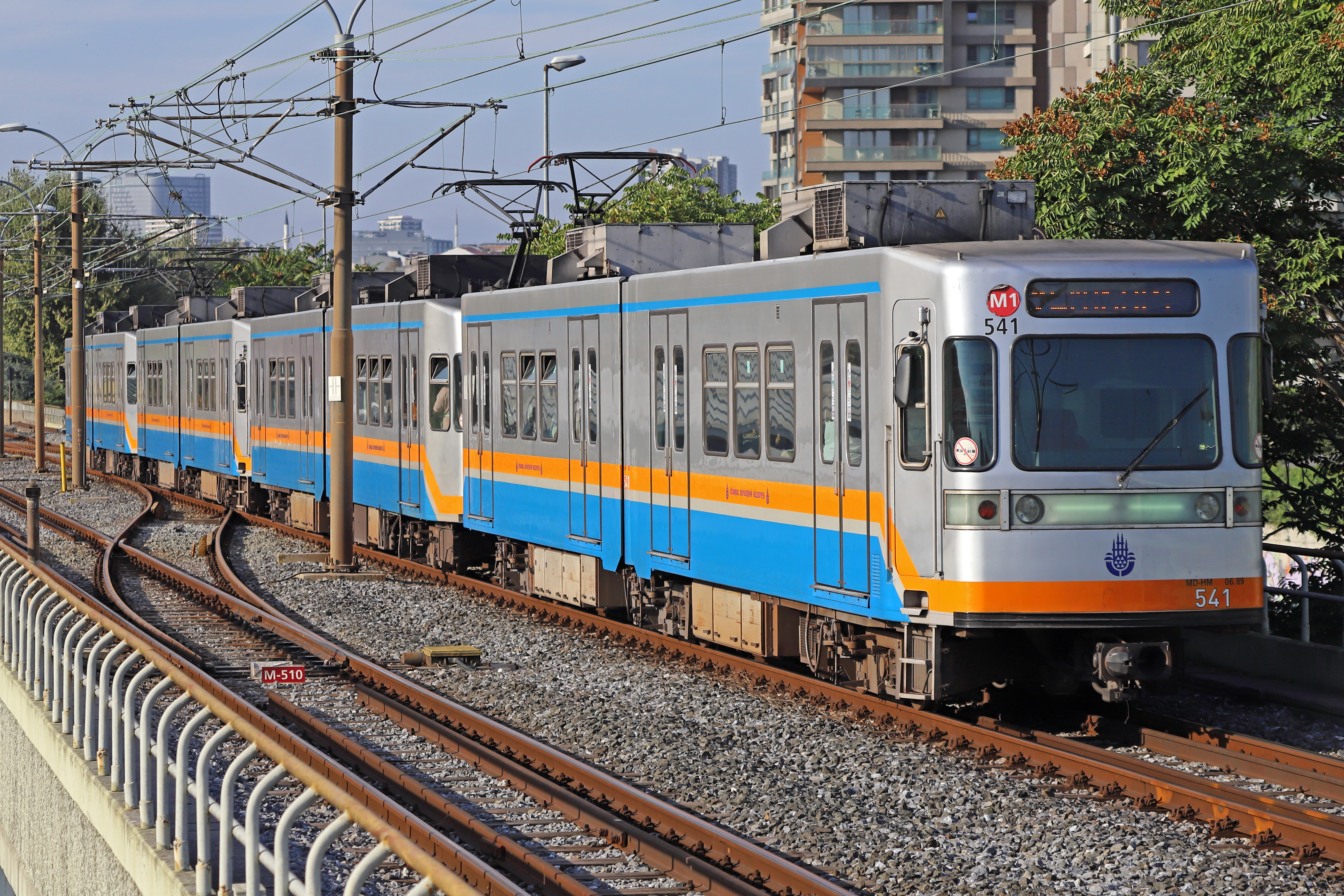
U-Bahnlinie M1

Mit Hafif Metro (deutsch: Stadtbahn) werden in Istanbul zwei schienengebundene Stadtverkehrslinien bezeichnet, die auf der europäischen Seite der Stadt die nordwestlichen und westlichen Stadtteile, einschließlich des  Atatürk-Flughafens erschließen.
Es handelt sich um die U-Bahn-Linie M1, die Teil der Metro Istanbul ist und die Stadtbahnlinie T4, die zwar U-Bahn-ähnlich ausgebaut ist, die offiziell aber als 'Tramvay' (deutsch: Straßenbahn) klassifiziert wird.